# Kergrist
Kergrist (tiếng Breton: Kergrist) là một xã ở tỉnh Morbihan trong vùng Bretagne tây bắc Pháp. Xã này có diện tích 29,66 km², dân số năm 1999 là 659 người. Khu vực này có độ cao từ 79-166 mét trên mực nước biển.
Cư dân của Kergrist danh xưng trong tiếng Pháp là Kergristois.